# Corvus cornix
La cornacchia grigia (Corvus cornix Linnaeus, 1758) è un uccello passeriforme appartenente alla famiglia Corvidae.

## Etimologia
Il nome scientifico della specie, cornix, deriva dal latino cornīx "corvo, cornacchia". L'italiano cornacchia discende infatti dalla forma tardolatina *cornacula, variante della forma classica cornīcula "piccolo corvo, cornacchia", diminutivo di cornīx.

## Descrizione

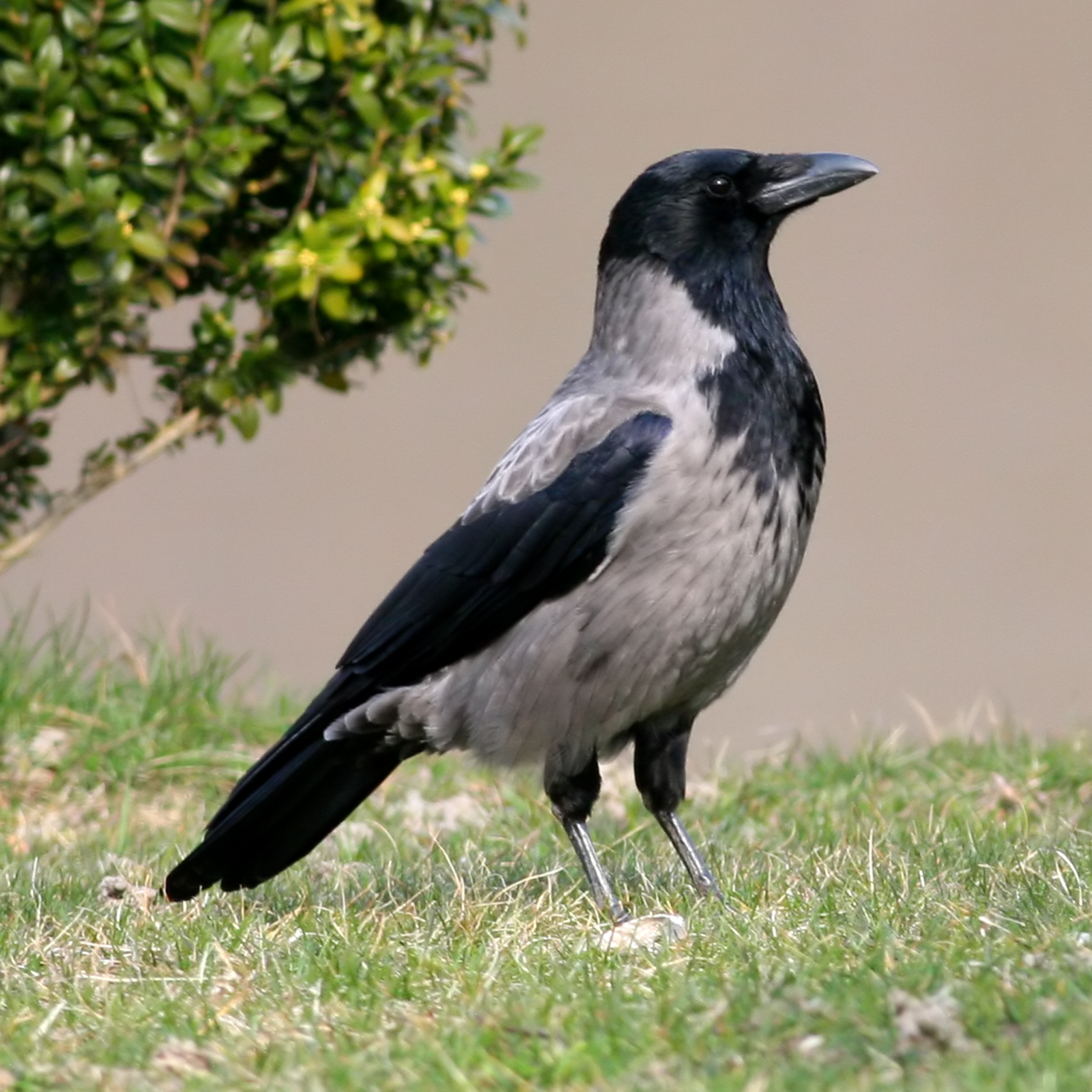
Esemplare alle Bolle di Magadino.

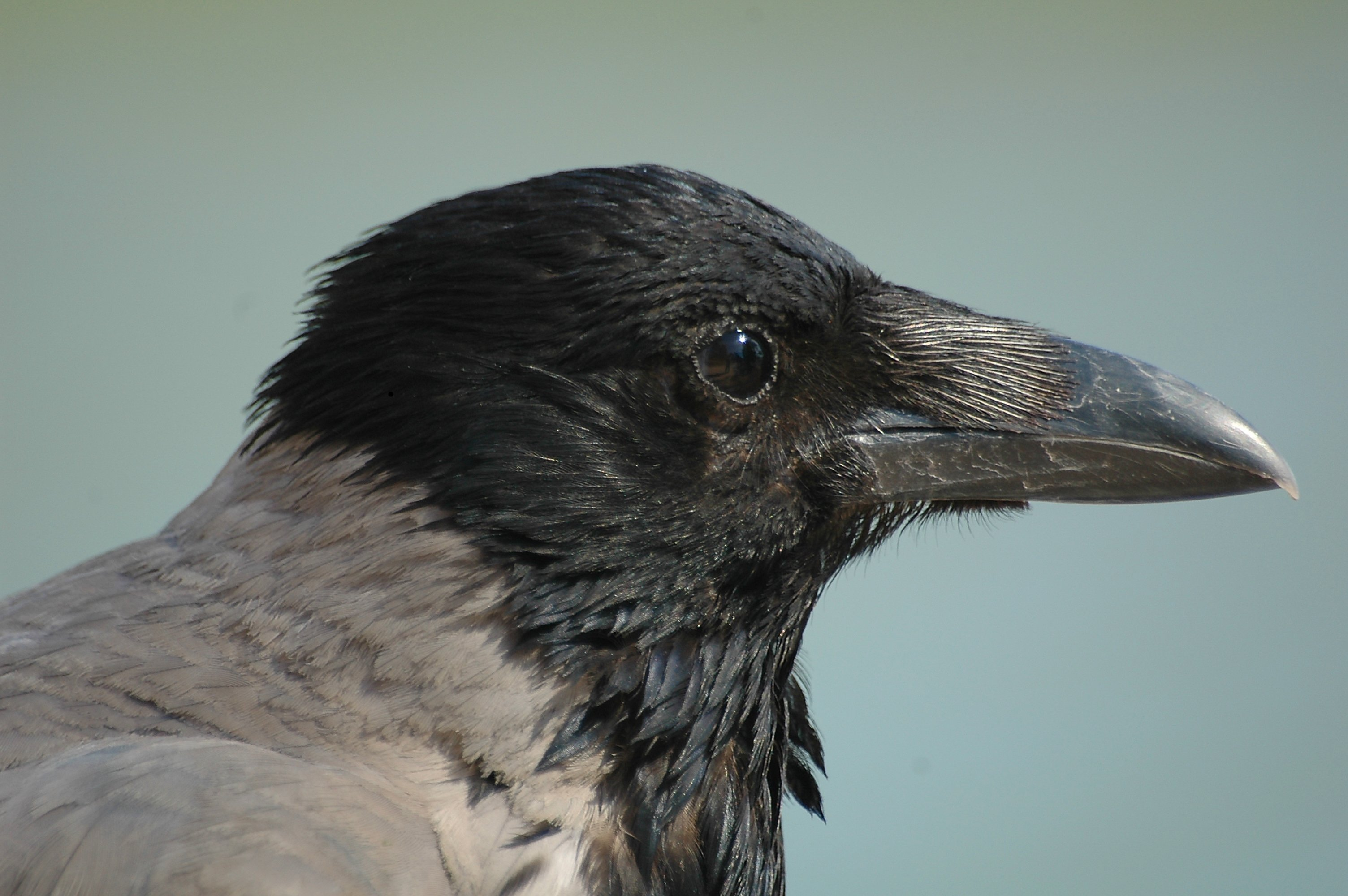
Primo piano di esemplare a Helsinki.

### Dimensioni
Misura 43-52 cm di lunghezza, per 360 - 370 g di peso ed un'apertura alare di 92-100 cm.

### Aspetto
Si tratta di uccelli dall'aspetto robusto e massiccio, muniti di testa dalla forma arrotondata con fronte sfuggente, becco conico, forte e dalla punta lievemente adunca, collo robusto, lunghe ali digitate, zampe forti e coda dalla forma squadrata e di media lunghezza.

Nel complesso, la cornacchia grigia risulta inconfondibile rispetto alle altre specie di corvo con le quali si trova di volta in volta a condividere l'areale: pur essendo infatti praticamente identici (sebbene di dimensioni medie lievemente inferiori) a livello anatomico e comportamentale all'affine e, secondo alcuni, conspecifica cornacchia nera (e quindi indirettamente al più grande corvo imperiale), questi uccelli se ne differenziano per la colorazione grigia del torso.
Il piumaggio si presenta di colore nero lucido su testa, petto, ali (copritrici e remiganti) e coda; il resto delle ali, il dorso, il codione, la sottocoda, i fianchi, il ventre e l'area scapolare, invece, sono (come del resto intuibile dal nome comune) di colore grigio cenere. Nelle aree nere del corpo, in particolar modo su faccia e petto, sono presenti riflessi metallici di colore verde o purpureo, ben evidenti quando l'animale è nella luce diretta.

I due sessi sono identici fra loro nella colorazione.
Il becco e le zampe sono di colore nero: gli occhi si presentano invece di colore bruno scuro.

## Biologia

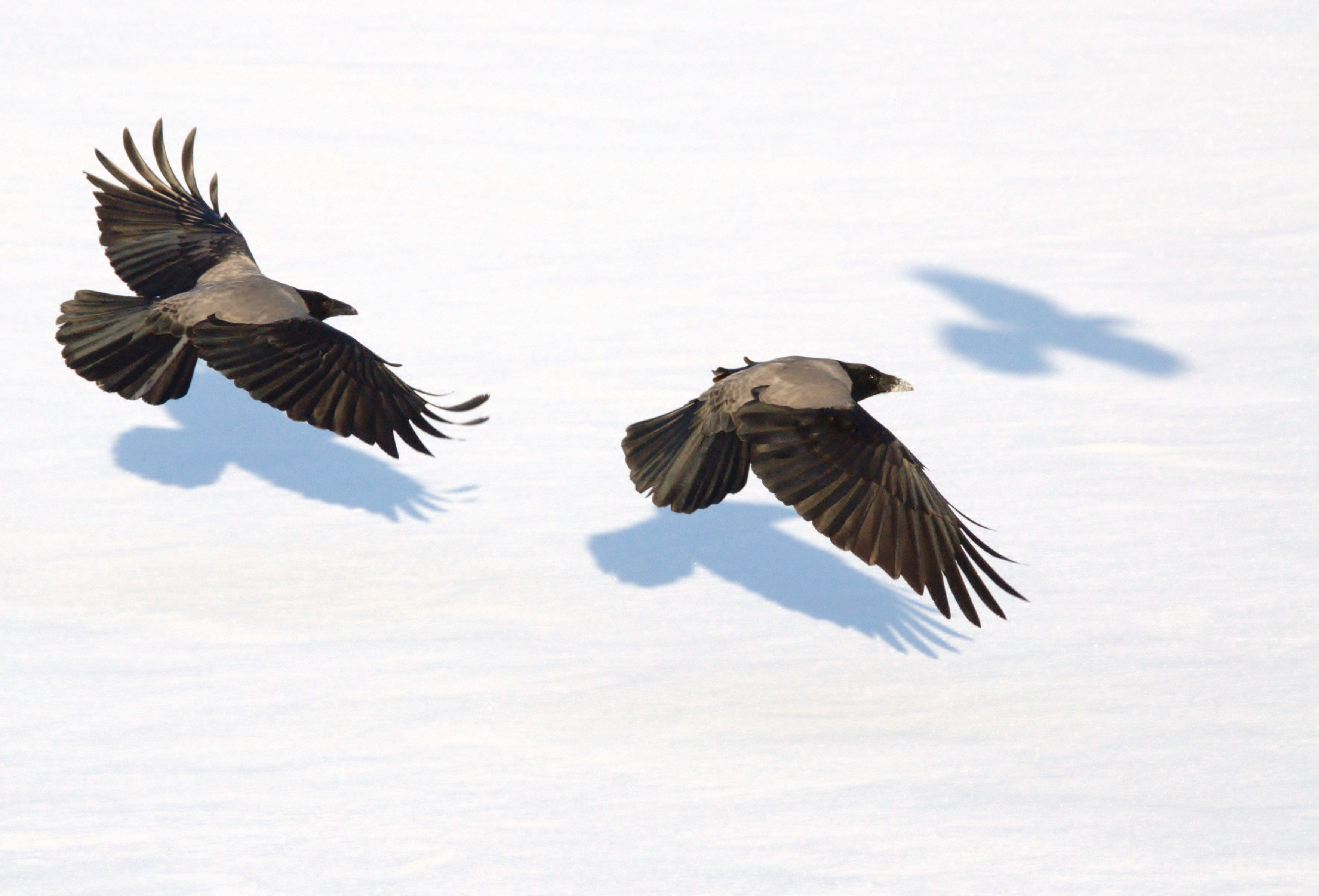
Due esemplari volano sulla neve in Europa Centrale.

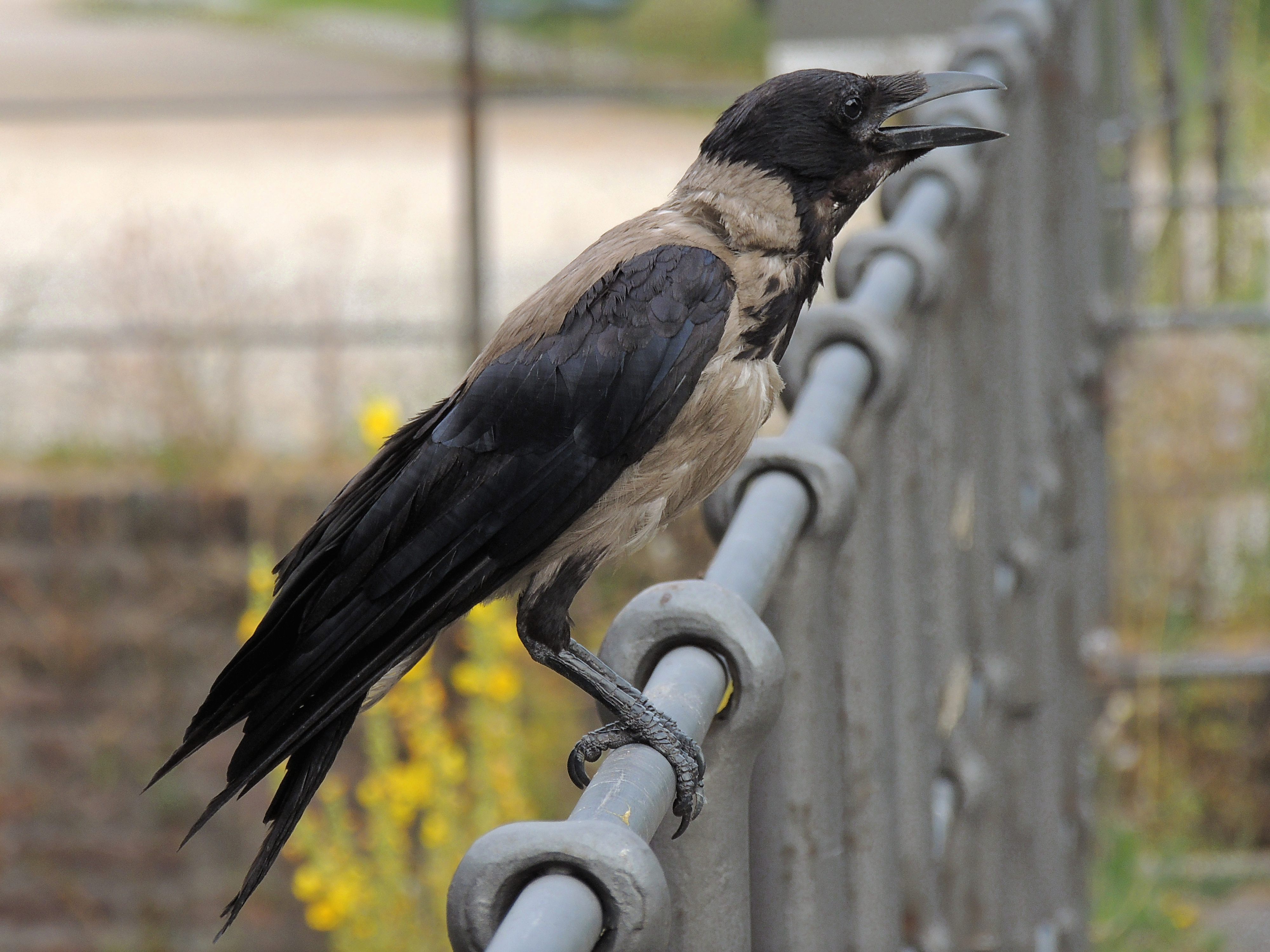
Esemplare vocalizza nel Castello Sforzesco.

La cornacchia grigia è un uccello dalle abitudini di vita diurne e gregarie: gli stormi, che in condizioni di sufficiente disponibilità di cibo raggiungono anche consistenza importante (talvolta in associazione con altre specie dalle abitudini di vita simili, come la cornacchia nera ed il corvo) durante il giorno tendono a frazionarsi in gruppi di dimensioni inferiori, che si dedicano perlopiù alla ricerca del cibo al suolo. Nel pomeriggio, invece, essi convergono fra gli alberi o i luoghi sopraelevati (come antenne o edifici svettanti), dedicandosi a lungo alla socializzazione e al gioco, prima di ritirarsi fra la vegetazione o in luoghi più appartati per passare la notte al riparo dalle intemperie e da eventuali predatori.
Come quasi tutti i corvidi, anche la cornacchia grigia è molto vocale e chiassosa, e gracchia frequentemente. Il richiamo di questi uccelli (che alcuni autori vorrebbero lievemente differente rispetto a quello della cornacchia nera, sebbene sia estremamente simile e secondo alcuni identico) consiste in un craaak aspro e ripetuto in genere tre volte:  alcuni richiami, spesso quelli emessi da posatoi elevati, hanno significato territoriale, come il cosiddetto miewing call ("miagolio") emesso mentre l'animale effettua ritmici inchini del capo e del dorso.

### Alimentazione

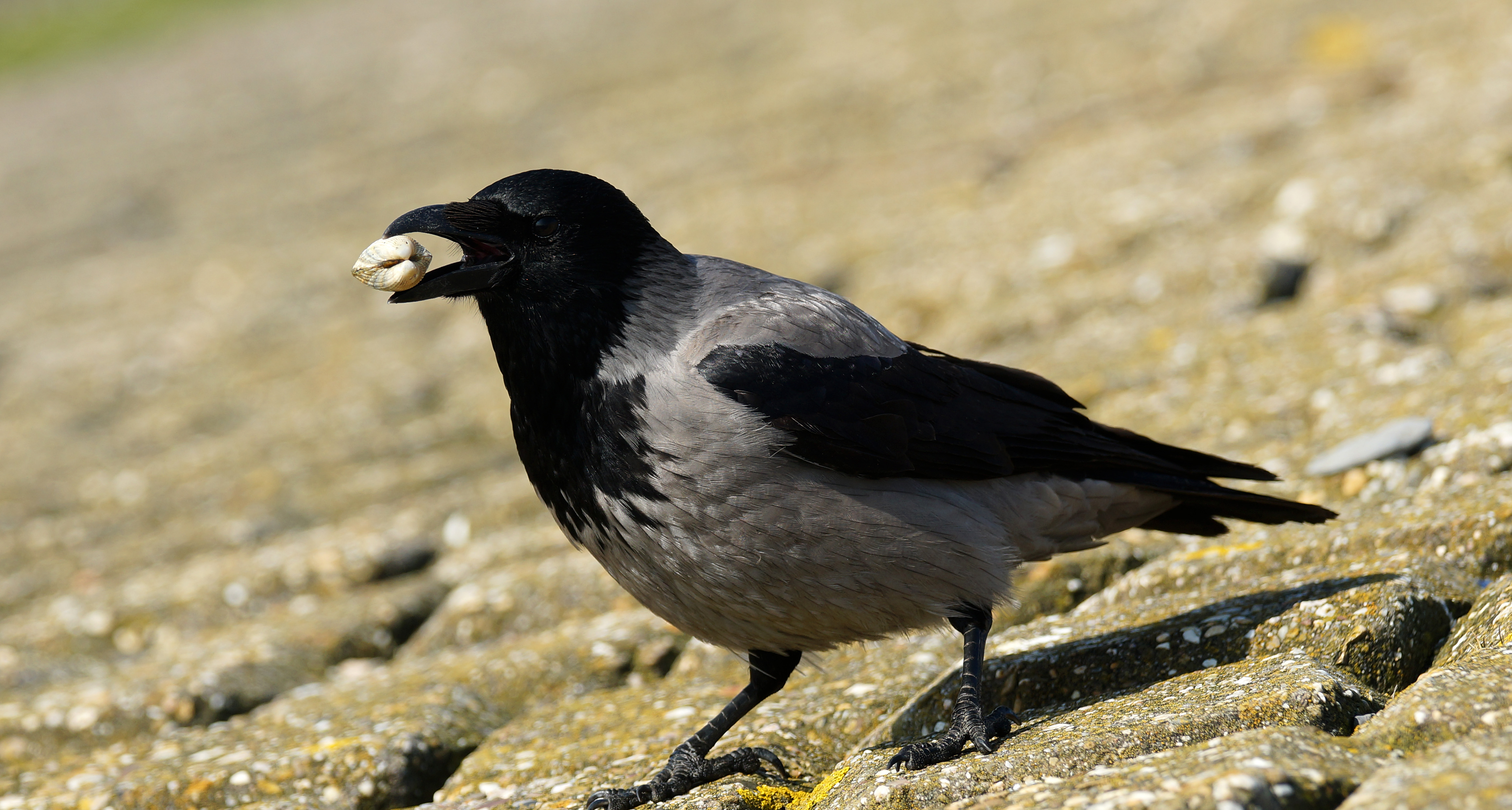
Esemplare mangia un bivalve ad Hoek van Holland.

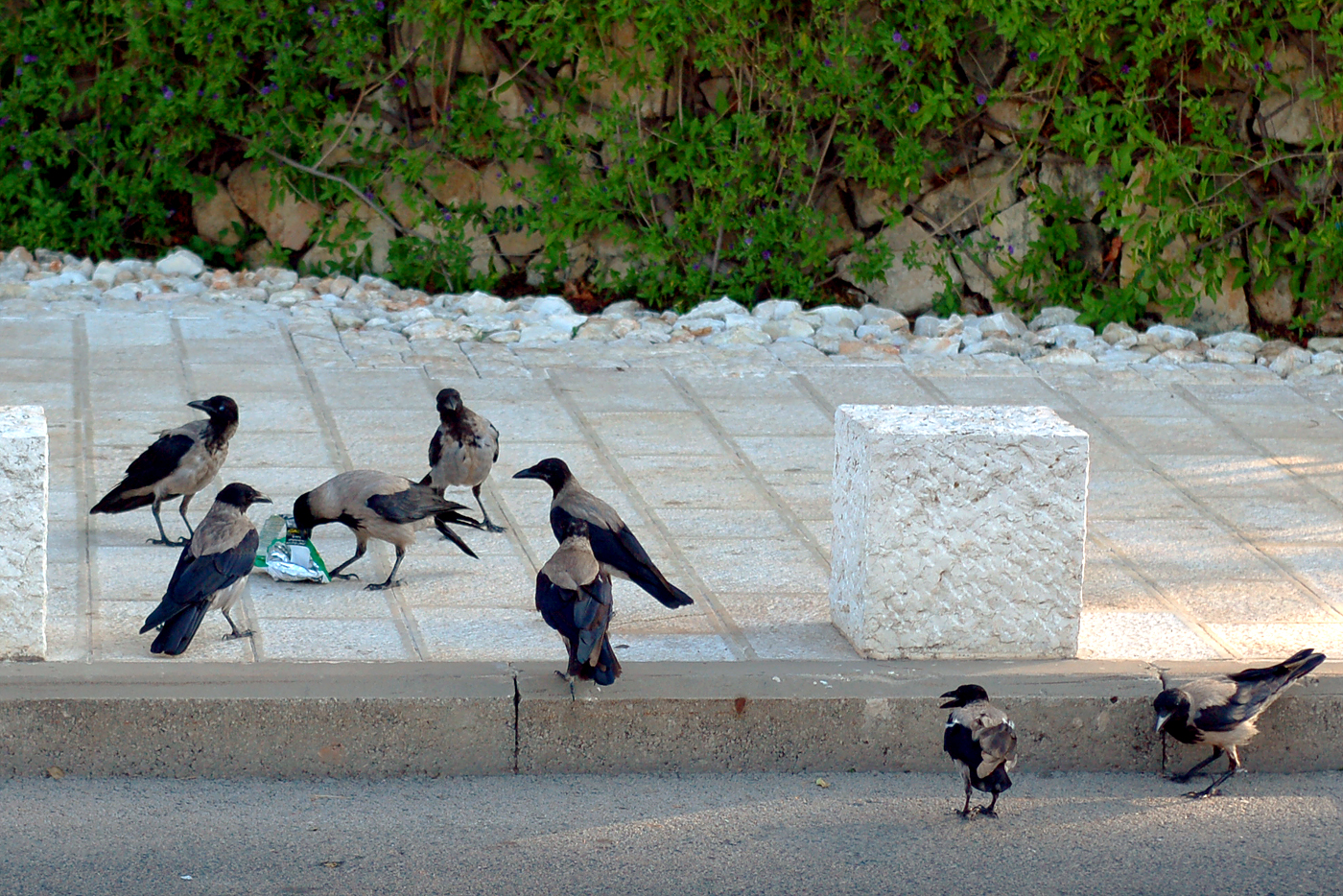
Gruppo si ciba al suolo ad Haifa.

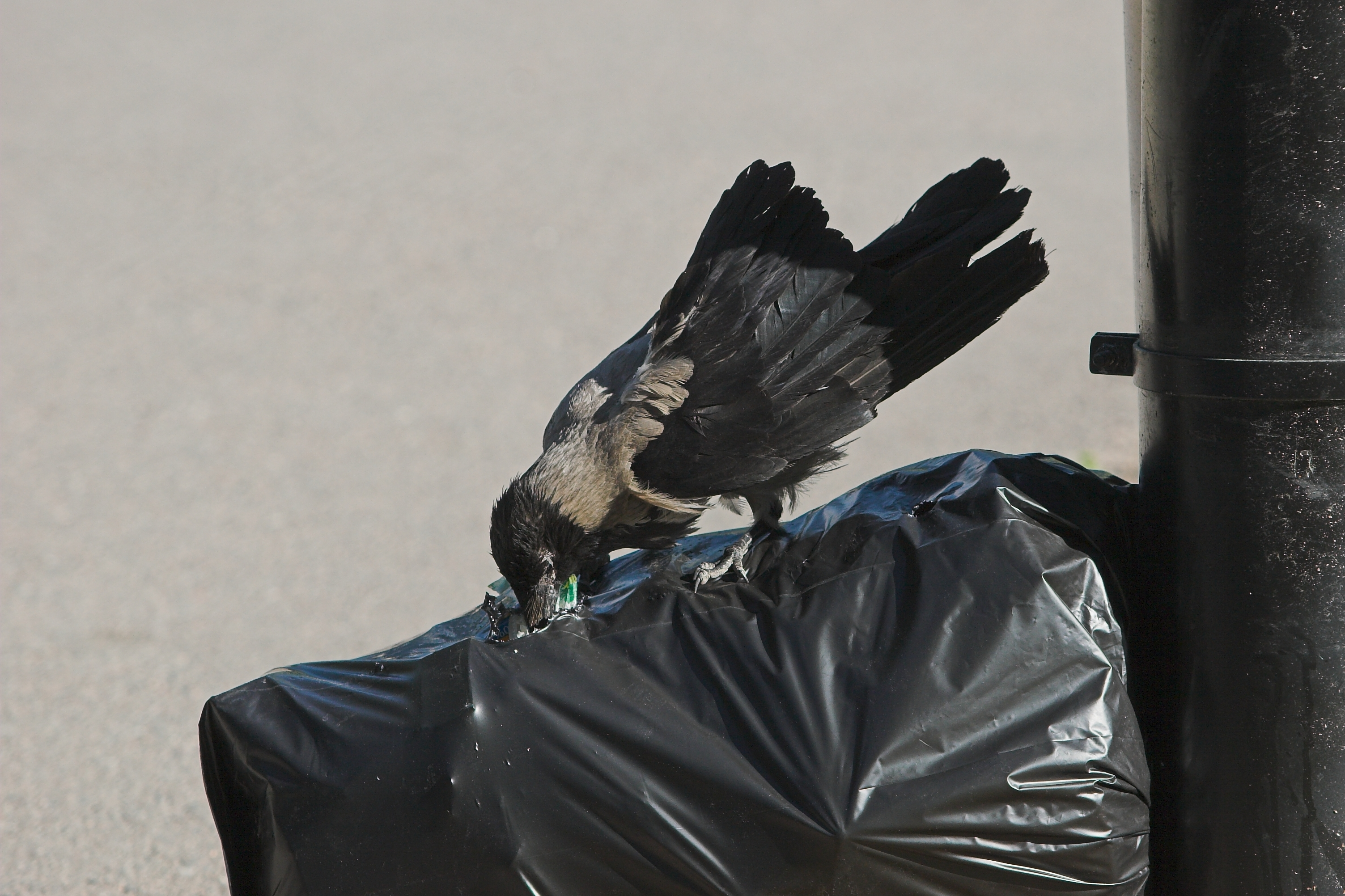
Esemplare buca un sacco dell'immondizia per cibarsi ad Helsinki.

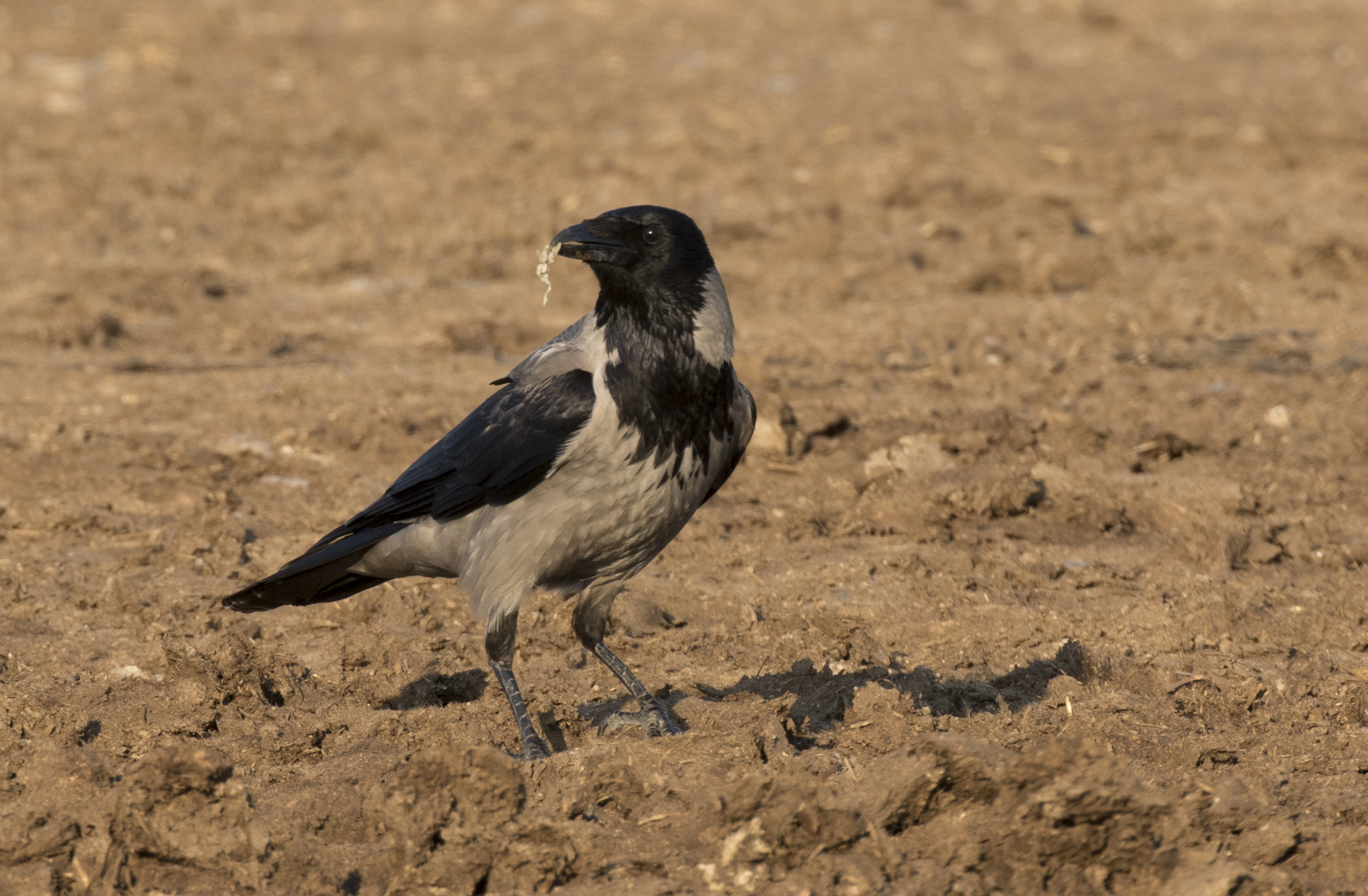
Esemplare si ciba al suolo nel distretto di Sarıçam.

Come la maggior parte dei corvidi, la cornacchia grigia è un onnivoro opportunista, con predominanza della componente saprofaga della dieta. Questi uccelli, infatti, si nutrono di una grande varietà di cibi, soprattutto di origine animale, ma sporadicamente anche vegetale: inoltre, con l'urbanizzazione sempre maggiore del loro areale, grazie alla loro grande versatilità ed intelligenza essi hanno tratto grande vantaggio dall'aumento esponenziale della disponibilità di cibo, sotto forma di rifiuti e scarti, specie nei grandi centri urbani. 
In natura, questi uccelli frequentano sovente le scogliere e le aree costiere per reperire il cibo sotto forma di molluschi e crostacei nascosti sotto la sabbia o nelle pozze di marea, dove essi reperiscono inoltre pesci ed echinodermi rimasti intrappolati: la preponderanza di questi ultimi nella dieta della cornacchia grigia in alcune zone è tale che il nome degli scheletri di riccio di mare in lingua scots è crow's cup, "coppa del corvo". Gli animali muniti di guscio o esoscheletro vengono portati in quota e lasciati cadere fra le rocce. Fra gli scogli, inoltre, le cornacchie predano uova e nidiacei delle specie che vi nidificano (gabbiani, urie, cormorani e procellarie), aspettando che i genitori si allontanino (oppure facendosi inseguire appositamente, facendo lasciare così il nido scoperto) per nutrirsene.

La loro dieta comprende inoltre virtualmente tutto ciò che essi sono in grado di reperire durante la ricerca di cibo: uova e nidiacei di piccoli e grandi uccelli, topolini, piccoli rettili, anfibi, insetti ed altri invertebrati (nonché le loro larve) e, sebbene sporadicamente, semi e granaglie, bacche e frutta matura. Le cornacchie grigie sono poi grandi consumatrici di carcasse, dalle quali piluccano sia pezzetti di carne che insetti e larve saprofagi.
Similmente ad altri corvidi, anche questa specie ha la tendenza a nascondere il cibo in eccesso (in particolar modo la carne o la frutta a guscio) in nascondigli ricavati nel terreno sotto qualche pianta o strutture artificiali, come grondaie e tegole: il cibo viene poi consumato in un secondo momento, eventualmente con l'aggiunta di larve ed insetti che si sono sviluppati nel frattempo. Le cornacchie si osservano fra loro durante le operazioni di deposito del cibo, approfittando poi dell'assenza dei proprietari per derubarli delle dispense.

### Riproduzione

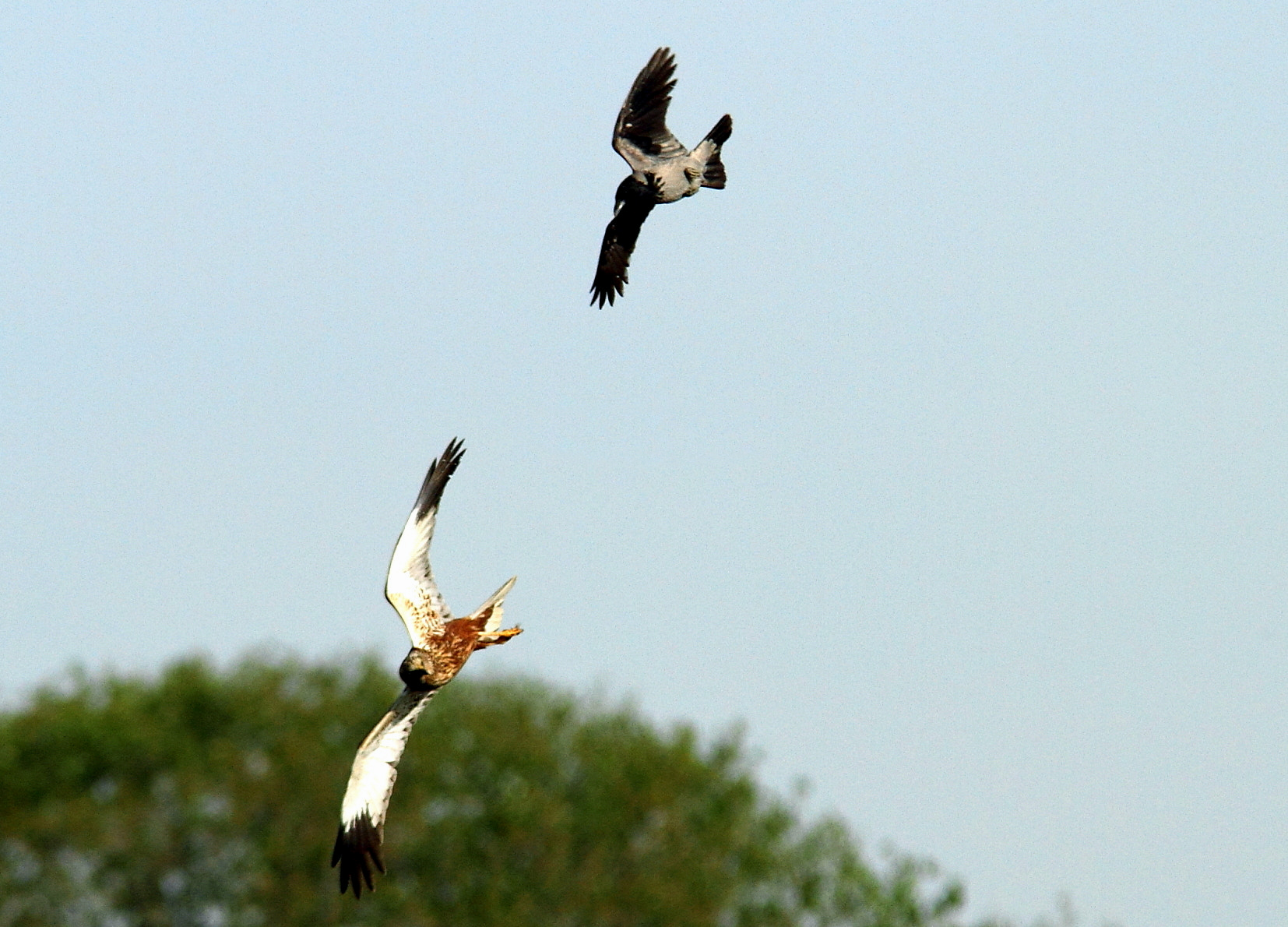
Esemplare scaccia un falco di palude.

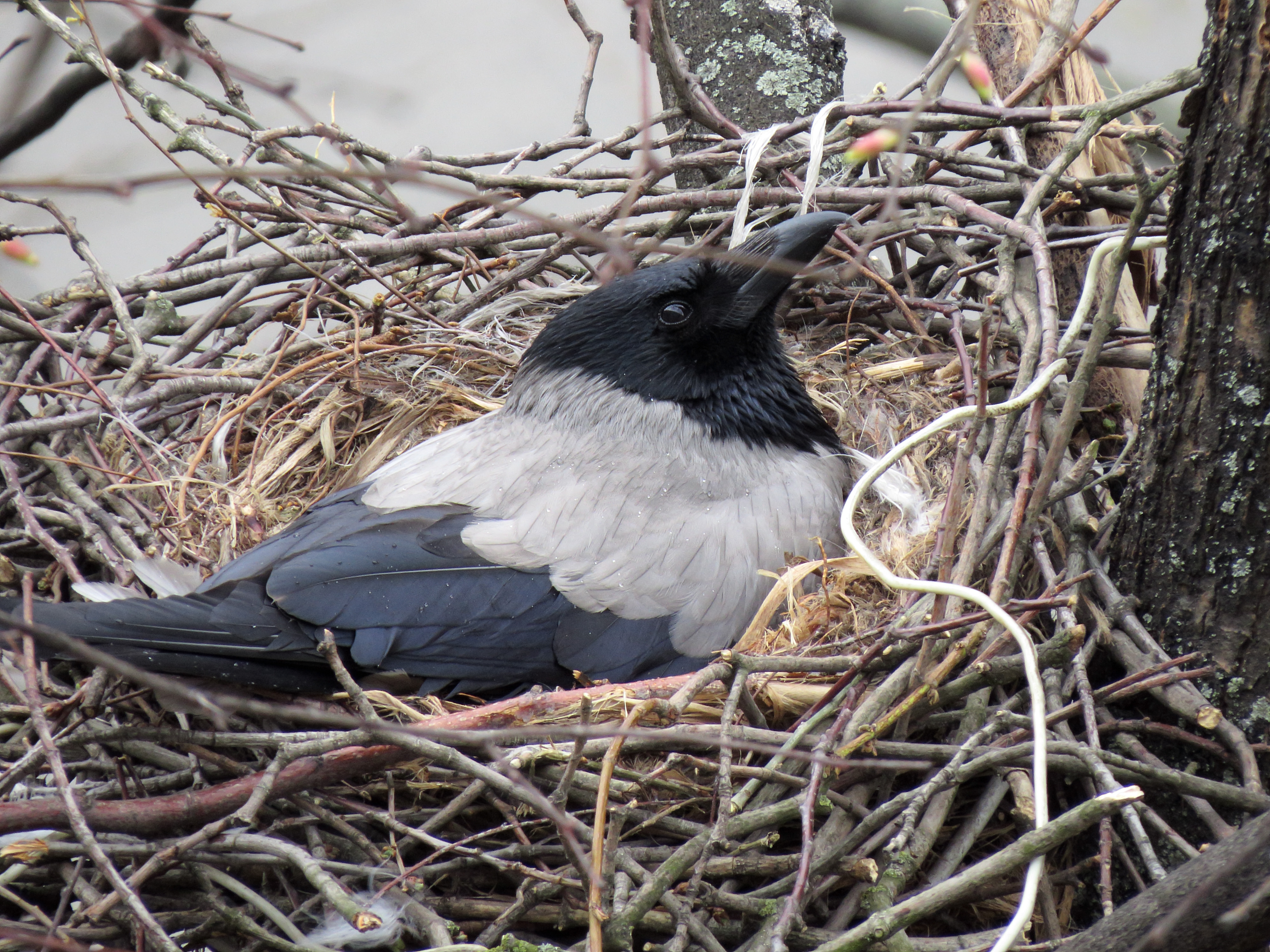
Femmina in cova.

Si tratta di uccelli rigidamente monogami, le cui coppie rimangono insieme per anni, non di rado per la vita.

La stagione riproduttiva si estende dalla metà di marzo alla fine di maggio: le popolazioni delle aree più fredde (nord della Scozia, isole Faroe, Russia settentrionale) cominciano a riprodursi più tardi, a partire da maggio o da giugno, mentre per contro quelle delle aree più calde (Golfo Persico) cominciano a nidificare già in febbraio.

Le coppie portano generalmente avanti una singola covata l'anno, cominciandone una seconda qualora la prima vada perduta per qualche motivo durante le fasi iniziali (costruzione del nido o cova delle uova).

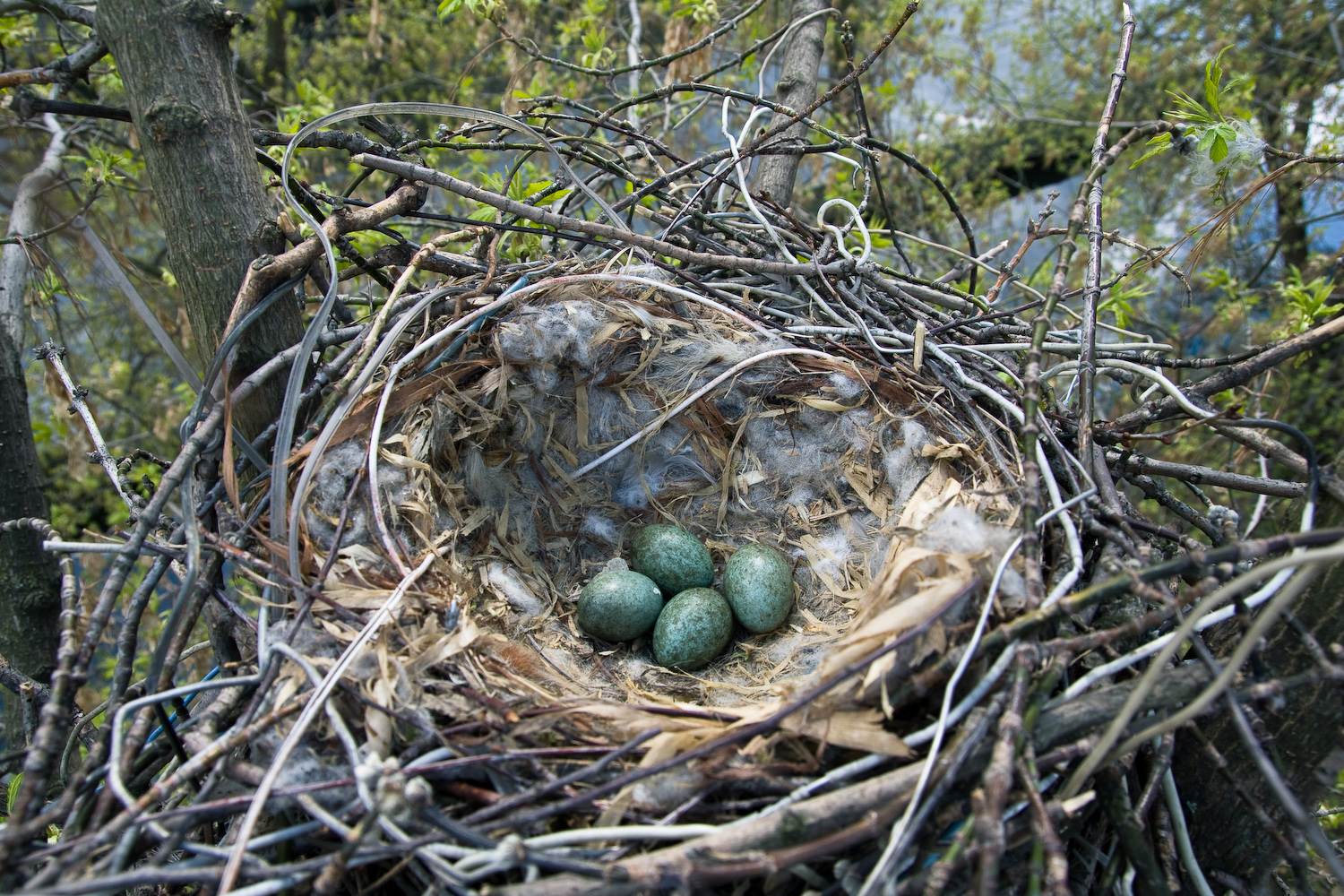
Nido con uova a Mosca.

I due sessi collaborano nella costruzione del nido, che di norma avviene fra i rami di un grosso albero isolato o su una ripida parete rocciosa, ma non di rado anche su un edificio o una costruzione umana. Il nido si presenta piuttosto voluminoso e dalla forma a coppa, molto simile a quello della cornacchia nera: come materiale da costruzione vengono utilizzati principalmente rametti e fibre vegetali, avendo cura di foderare l'interno con materiale più morbido: in aree costiere, all'intelaiatura del nido vengono aggiunte alghe e piante acquatiche, mentre in aree urbane per la sua costruzione prevale l'uso di materiali sintetici: non è infrequente che nella porzione esterna del nido vengano aggiunte ossa di piccoli animali.
All'interno del nido, la femmina depone 4-6 uova lisce e leggermente lucide, di colore azzurrino fittamente maculato di bruno: esse vengono covate dalla femmina (col maschio che nel frattempo stazione di guardia nei pressi del nido, scacciando eventuali intrusi ed occupandosi inoltre di reperire il cibo per sé e per la compagna) per 18-20 giorni, al termine dei quali schiudono pulli ciechi ed implumi.

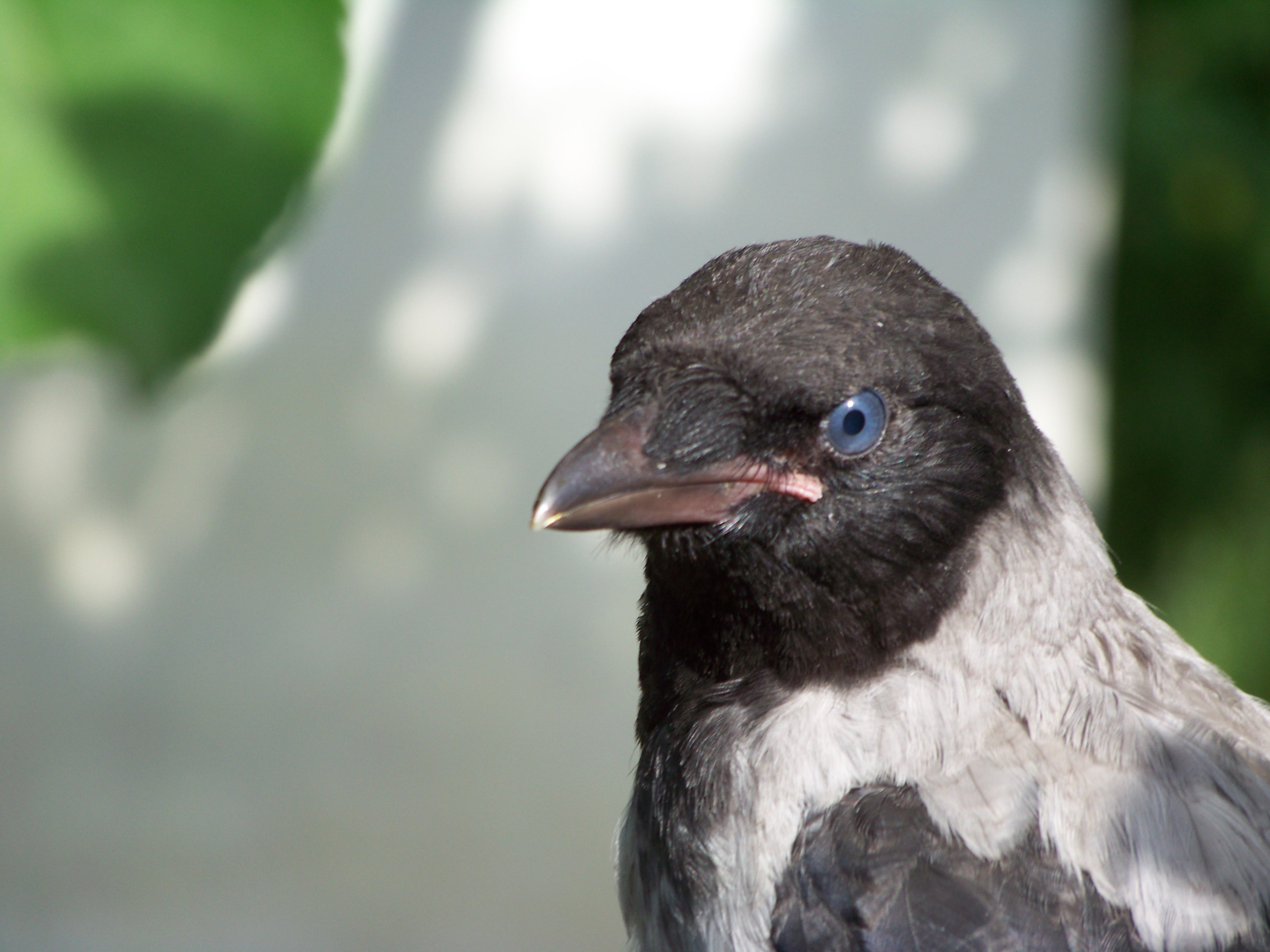
Giovane a Ufa.

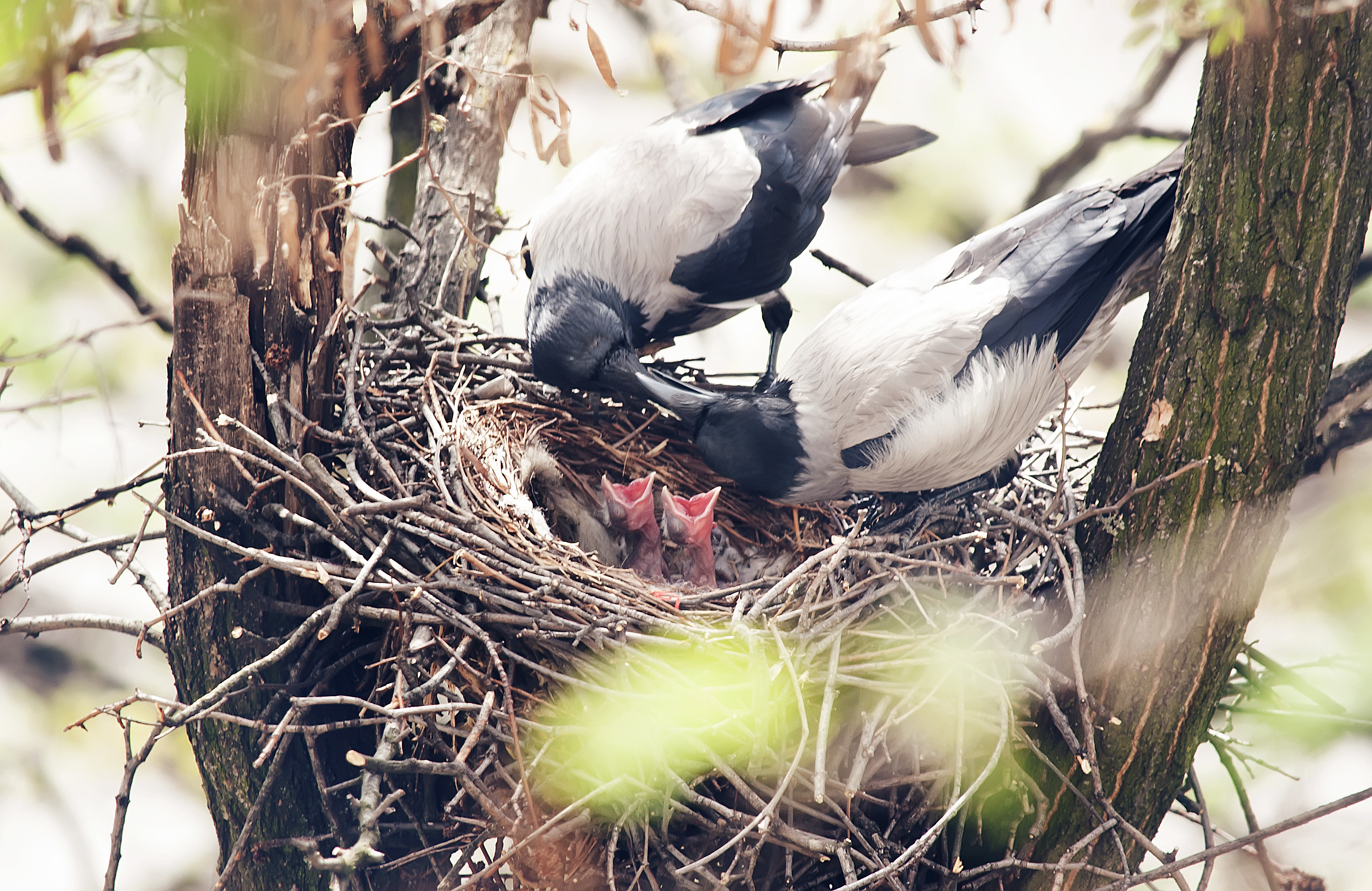
Maschio passa alla femmina il cibo da dare ai nidiacei a Kiev.

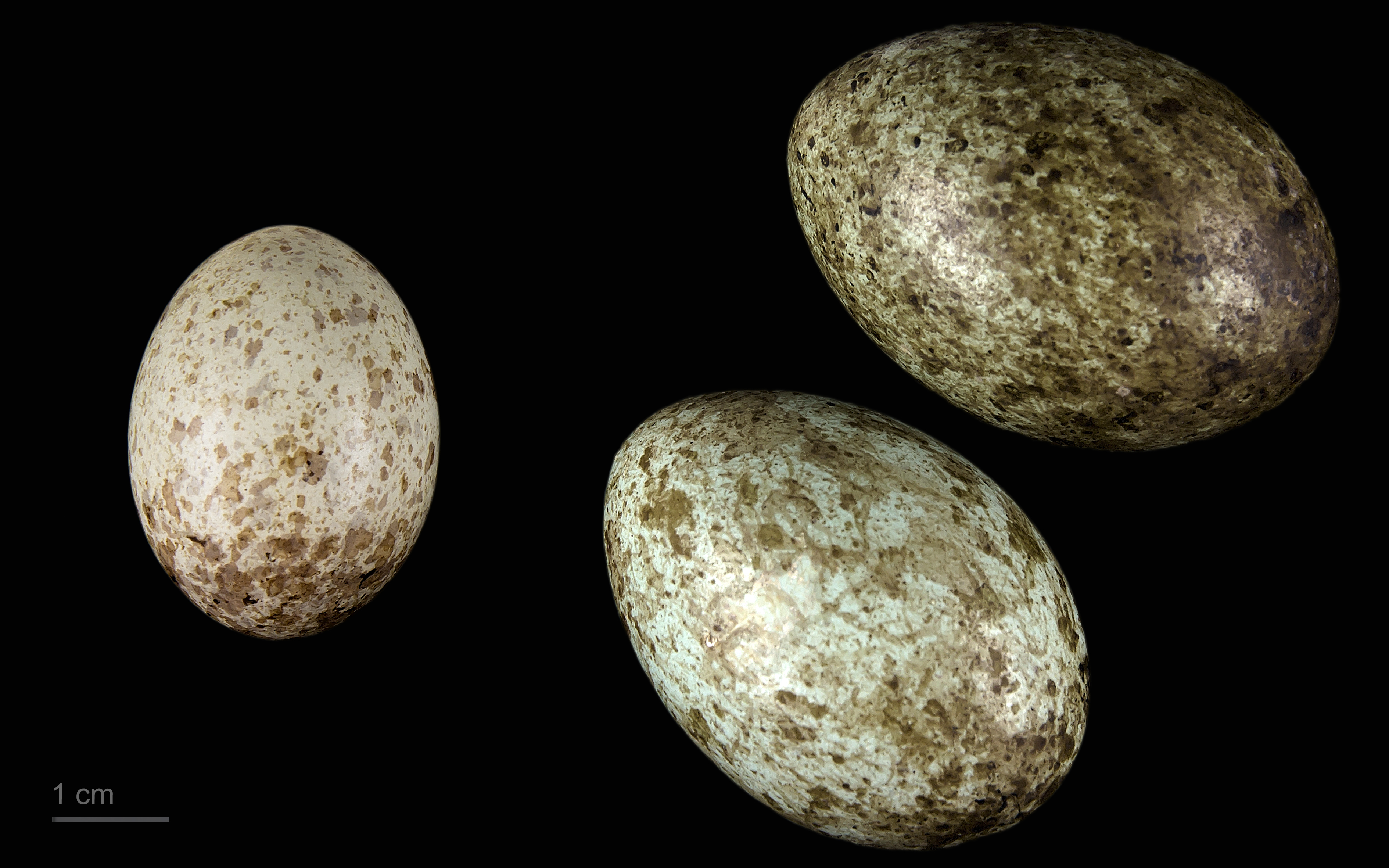
Uovo di Clamator glandarius in un nido di Corvus cornix Museo di Tolosa

I nidiacei vengono imbeccati dalla sola femmina (che a sua volta riceve il cibo dal maschio, sebbene sia stato dimostrato che le femmine ricavino da sole la maggior parte del proprio fabbisogno nutrizionale) per i primi 17-19 giorni di vita: in seguito, ambedue i genitori partecipano alla cura ed all'alimentazione della prole, non di rado con la collaborazione di uno o più giovani non riproduttivi della nidiata dell'anno precedente. Nel periodo dell'allevamento dei piccoli frequentano spesso pollai per catturare i pulcini che rappresentano un ottimo cibo altamente proteico per la crescita dei loro piccoli.

In tal modo, i giovani si involano all'età di 4-5 settimane circa: anche dopo l'involo, tuttavia, essi continuano a rimanere coi genitori, seguendoli nei loro spostamenti, entrando a far parte dello stesso stormo e continuando (sebbene sempre più sporadicamente man mano che raggiungono la maturità) a chiedere loro l'imbeccata.
La cornacchia grigia, in Egitto e Israele (dove manca la gazza, che ne è l'ospite preferito) subisce parassitismo di cova da parte del cuculo dal ciuffo.
La speranza di vita di questi uccelli si aggira attorno ai 4 anni, col record di longevità che è di 16 anni e 9 mesi di vita.

## Distribuzione e habitat

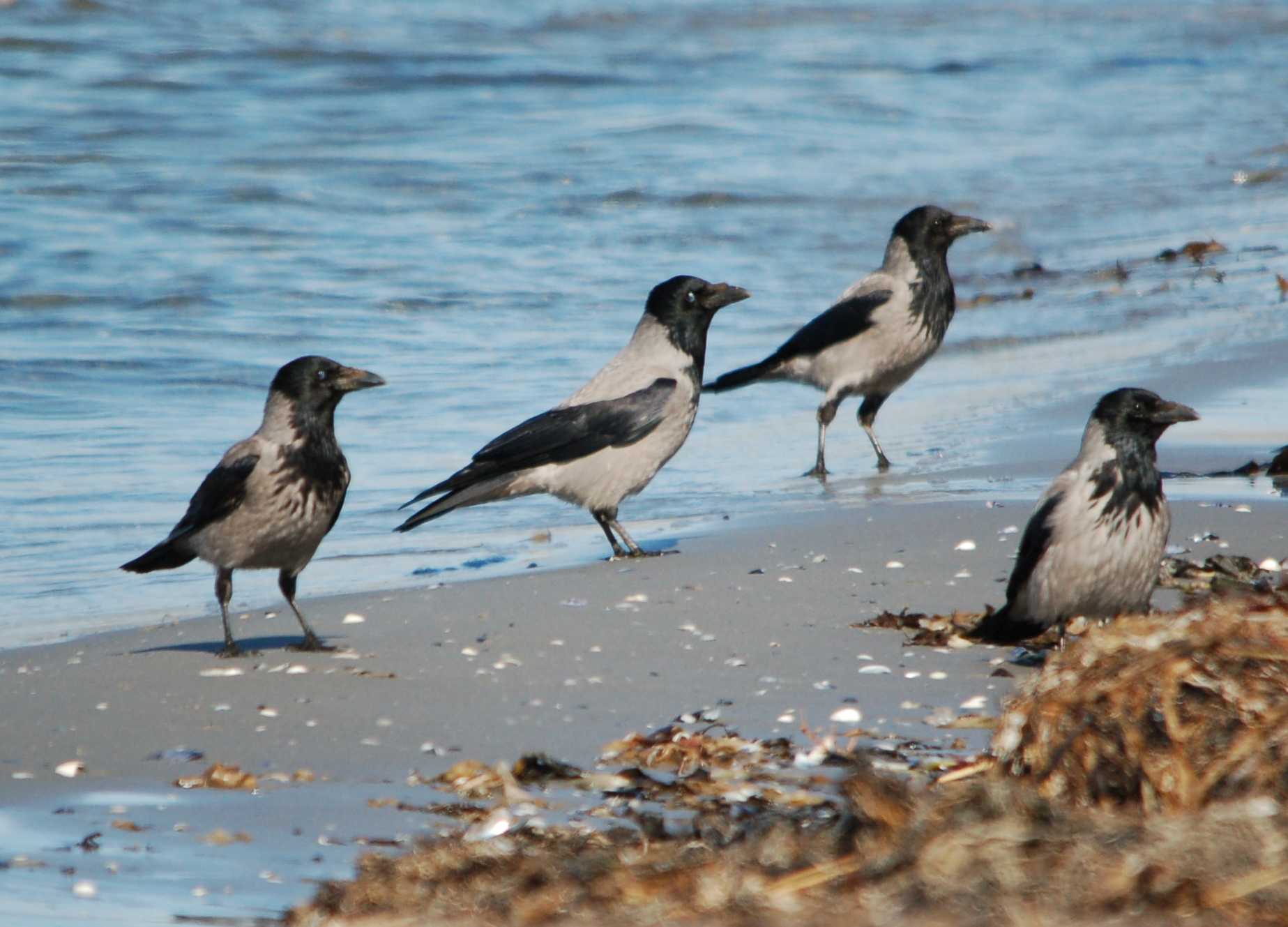
Esemplari in spiaggia a Larvik.

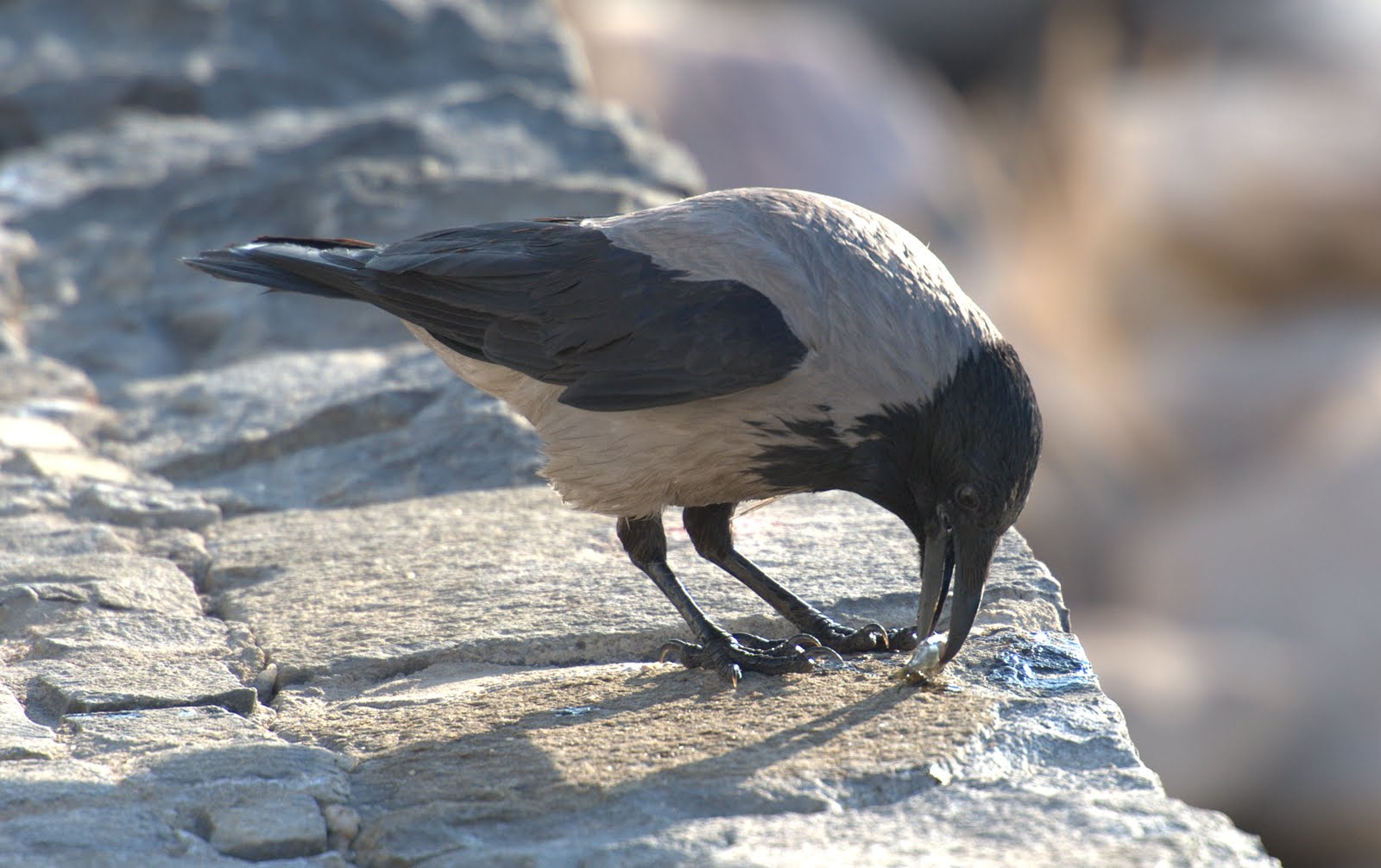
Esemplare al suolo a Luxor.

La cornacchia grigia occupa un vasto areale paleartico, che si estende dal Nord Europa (isole Faroe, Highland scozzesi, isola di Man, Irlanda, Fennoscandia, Danimarca) alla Siberia centrale attraverso l'Europa Orientale, la Russia europea, i Balcani, la penisola italiana (isole comprese), la Turchia, il Caucaso, l'Asia Centrale (ad est fino alle pendici occidentali del Pamir), a sud fino alle coste iraniane del Golfo Persico, alla Mesopotamia e alle coste mediterranee del Vicino Oriente ed all'Egitto nord-orientale: la specie è inoltre presente a Creta, in Corsica ed a Cipro.

In Italia sono presenti la sottospecie sharpii (nel Mezzogiorno, in Sicilia e in Sardegna) e quella nominale (nel nord).

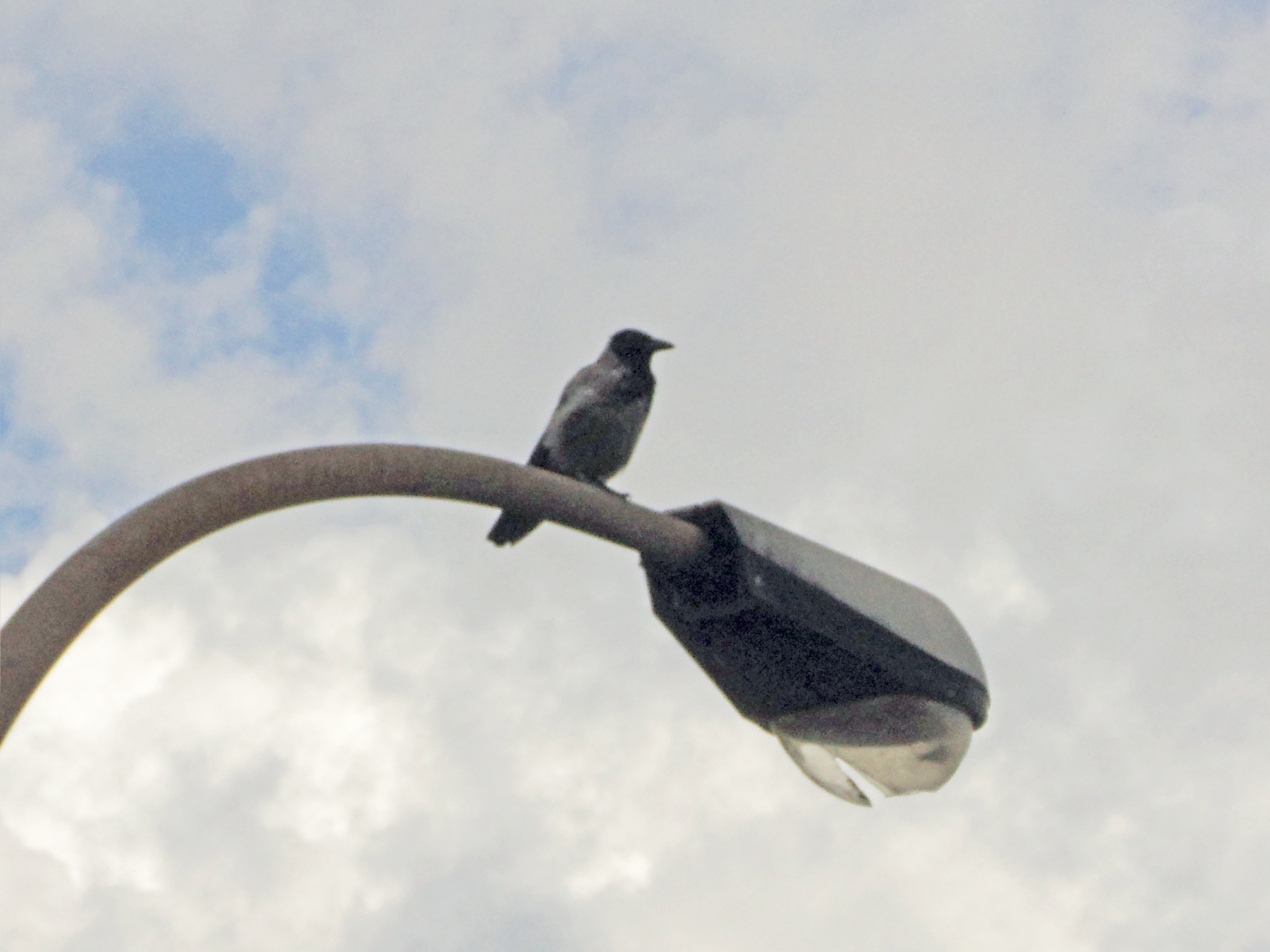
Esemplare sulla via Collatina.

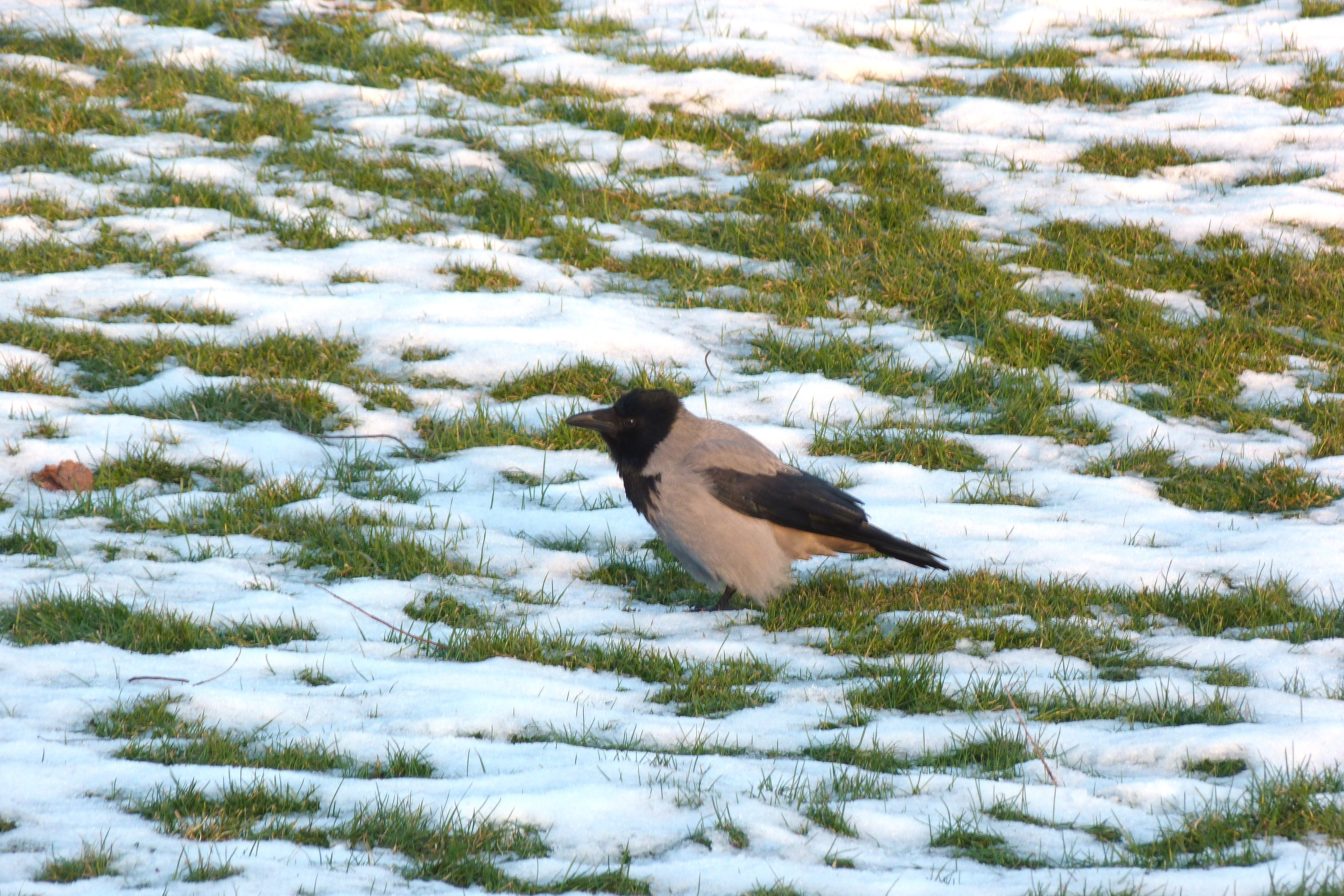
Esemplare nella neve a Copenaghen.

La specie è generalmente residente nella maggior parte dell'areale: alcune delle popolazioni più settentrionali, tuttavia, possono compiere spostamenti autunnali verso sud anche di una certa entità (giungendo fino in Francia occidentale, in Inghilterra sud-occidentale ed in Afghanistan) al fine di evitare i rigori dell'inverno.
L'habitat originario della cornacchia grigia è costituito dalle aree con alternanza di spiazzi aperti dove cercare il cibo e macchie alberate o alberi isolati dove nidificare e passare la notte: questi uccelli si sono tuttavia adattati magnificamente all'urbanizzazione, colonizzando le aree coltivate rurali, quelle suburbane e financo quelle urbane (dove risultano attualmente fra gli uccelli più facili da avvistare), dimostrando di non avere un bisogno assoluto di copertura arborea ed adattandosi a cibarsi di scarti e avanzi e a nidificare su edifici alti, antenne o torri.

## Tassonomia

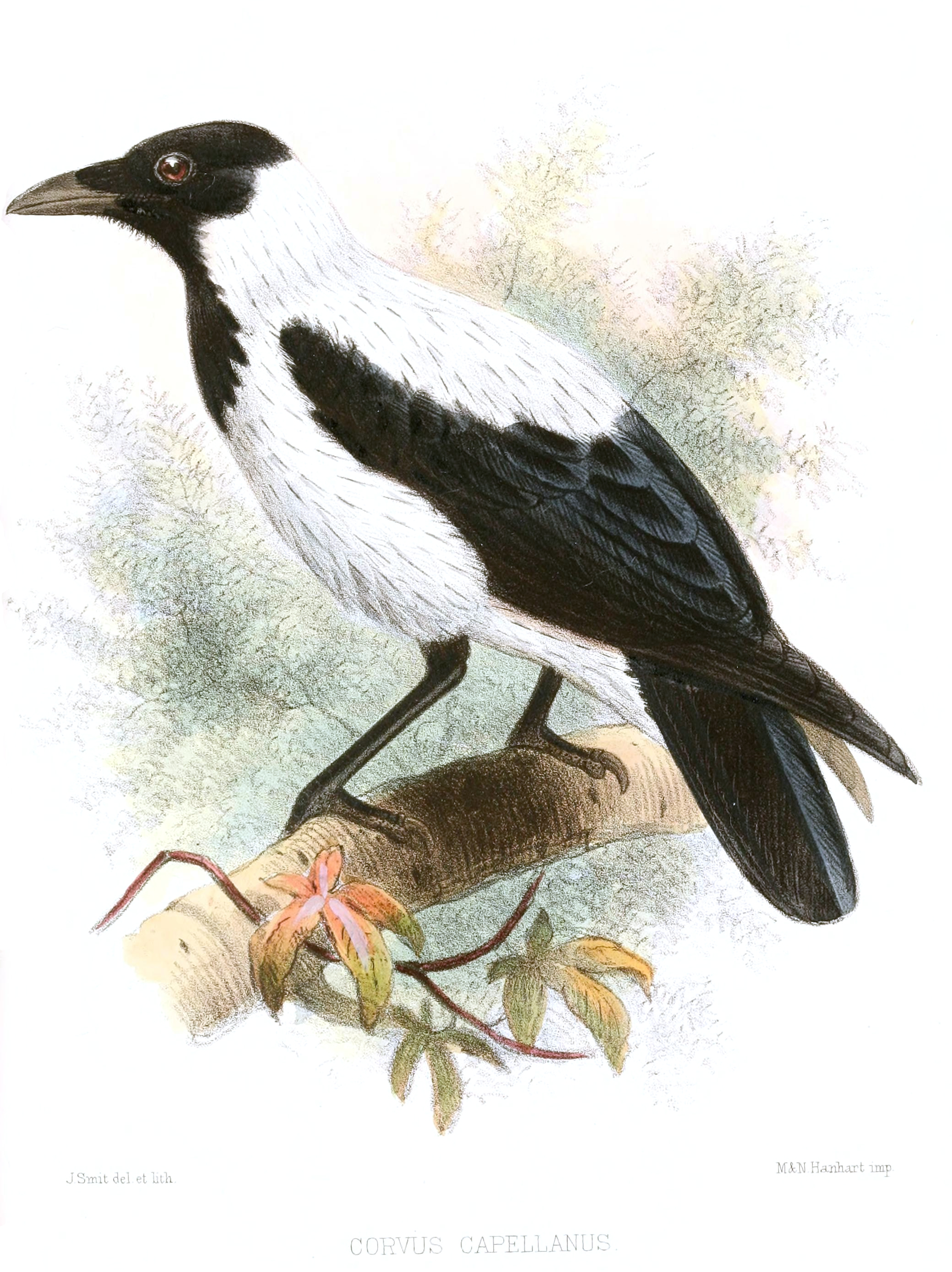
Illustrazione di esemplare della sottospecie capellanus.

Se ne riconoscono quattro sottospecie:
- Corvus cornix cornix Linnaeus, 1758 - la sottospecie nominale, diffusa nella porzione europea dell'areale occupato dalla specie;
- Corvus cornix sharpii Oates, 1889 - diffusa ad est degli Urali fino allo Enisej, oltre che nel sud dei Balcani, a Creta ed in Sud Italia;
- Corvus cornix pallescens (Madarász, 1904) - diffusa nel Levante;
- Corvus cornix capellanus Sclater, 1877 - diffusa lungo il corso dell'Eufrate da Kirkuk a Bushehr;

Alcuni autori sarebbero propensi ad elevare la sottospecie capellanus, dal piumaggio distintivo, al rango di specie a sé stante.

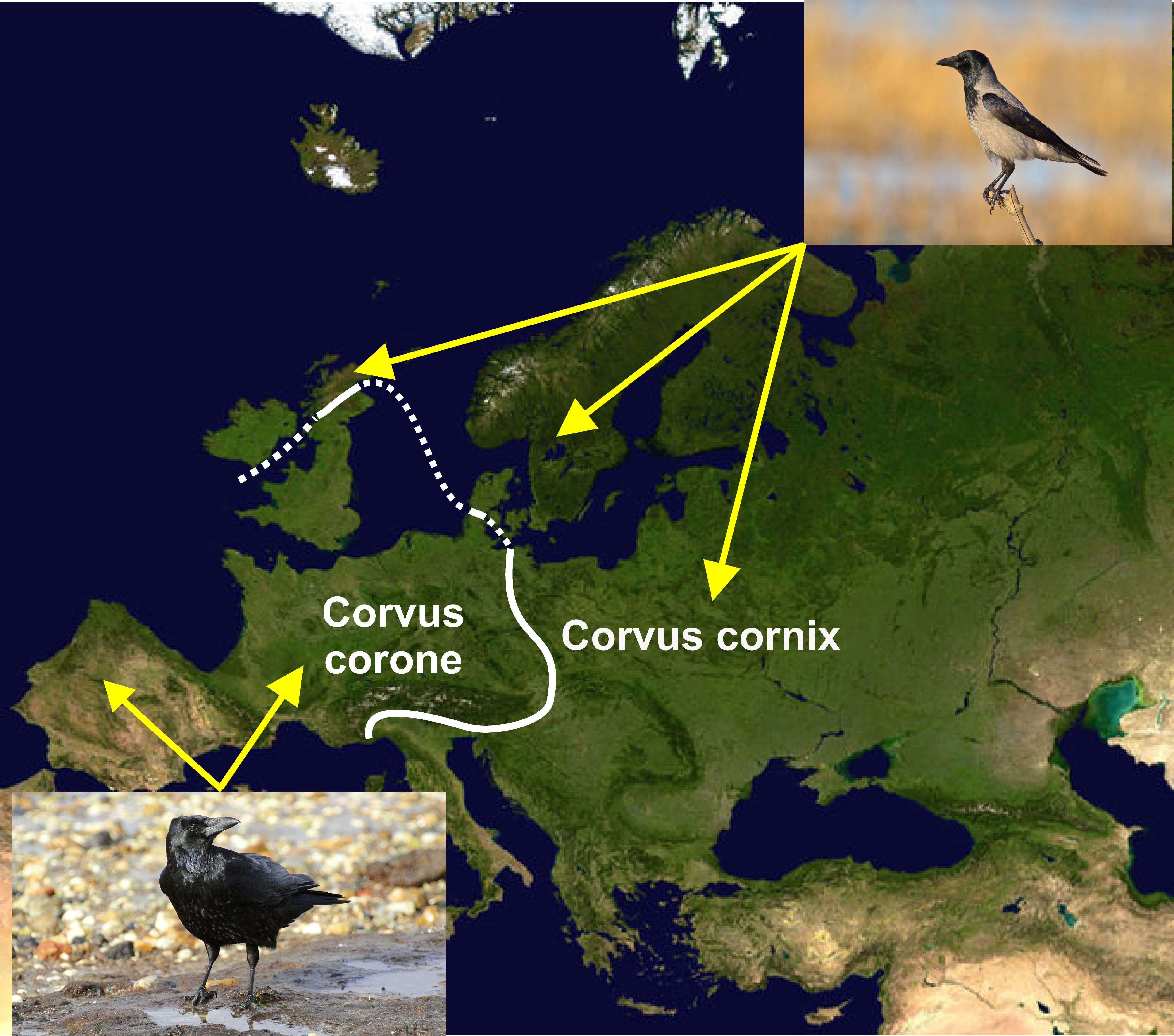
Areali di Corvus cornix e di Corvus corone ssp. corone.

La posizione tassonomica della cornacchia grigia rispetto alla cornacchia nera rimane oggetto di dibattito: a lungo considerata una sottospecie di quest'ultima (cosa che alcuni autori continuano a fare) occupa un areale che s'incunea fra quelli delle due sottospecie di cornacchia nera, separandoli fra loro (caratteristica attribuibile a un'espansione dell'areale della cornacchia grigia a spese di quello delle due popolazioni di cornacchia nera durante il periodo interglaciale del Pleistocene), e presentano corredo genetico praticamente identico, con la cornacchia grigia che non esprime una piccola area (meno dello 0,28%) del genoma situata sul cromosoma 18, deputata alla colorazione del corpo. Nonostante questo, le due specie si ibridano raramente nelle aree di contatto, verosimilmente per una questione di accoppiamento assortativo, sebbene vi siano le prove di un cospicuo flusso genico fra esse ed anzi le popolazioni tedesche di cornacchia nera risultino geneticamente più affini alle cornacchie grigie che alle cornacchie nere spagnole.

Per questo motivo, la comunità scientifica è divisa sul mantenere le specie separate (elevando al rango di specie anche la sottospecie orientalis della cornacchia nera) oppure accorparle (con l'aggiunta dell'altrettanto affine corvo dal collare) come sottospecie di un unico taxon.

## Nella cultura di massa
La cornacchia grigia è un uccello molto importante nel folklore celtico: uno di questi uccelli si posa sulla spalla di Cú Chulainn morente, ed inoltre potrebbe essere una cornacchia grigia la manifestazione della Mórrígan o della Cailleach. Ancora oggi le cornacchie vengono considerate uccelli fatati in Scozia ed Irlanda, tanto che fino al XVIII secolo i pastori facevano loro delle offerte per impedire che danneggiassero o maledicessero il bestiame.
Alle Faroe le giovani in età da marito erano solite durante il giorno della Candelora lanciare a una cornacchia prima un sasso, poi un osso ed infine una manciata di terra. Se l'uccello fosse volato verso il mare, la ragazza sarebbe andata in sposa ad uno straniero, se invece fosse volato su una casa o su un prato ella si sarebbe sposata con un ragazzo del luogo: se, infine, la cornacchia non avesse spiccato il volo, la ragazza sarebbe rimasta nubile.

La cornacchia grigia è inoltre una delle 37 specie di uccelli raffigurati in una stanza ad hoc del palazzo reale di Oslo.
In Inghilterra la cornacchia grigia viene raffigurata sulla facciata del palazzo del consiglio distrettuale del North Hertfordshire, dove questi uccelli (localmente noti come Royston crows in riferimento alla città di Royston) erano soliti fermarsi durante le migrazioni autunnali verso sud per cibarsi nei pascoli locali.
La cornacchia grigia (in inglese hooded crow) viene citata da Jethro Tull nella bonus track Jack Frost and the hooded crow, presente nella rimasterizzazione del 2005 dell'album The Broadsword and the Beast.